# Bataille d'Arbalo

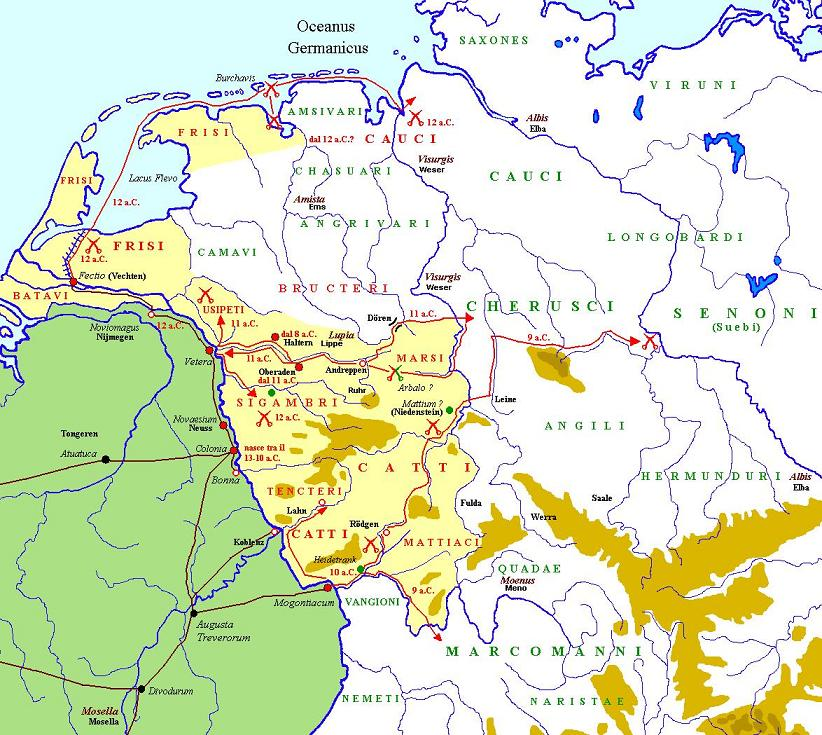
Campagnes de Drusus entre 12 et 9 av. J.C.

La bataille d'Arbalo est un combat entre Romains et Germains en 11 av. J.-C.. C'est un épisode de la campagne de Drusus menée par Nero Claudius Drusus entre 12 et 8 av. J.-C.
Dans un contexte de consolidation des frontières débuté sous Auguste, Drusus, fils de Tibérius Néron et beau-fils d'Auguste, est chargé de pacifier les régions outre-Rhin. En 11 av. J.-C., Drusus franchit le fleuve et soumet les Usipètes. Il fait construire un pont sur la Lippe et pénètre sur le territoire des Sicambres et des Chérusques jusqu'à la Weser.
L'armée romaine est attaquée alors qu'elle revient d'opérations et retourne vers le Rhin. Le lieu, qui n'est pas identifié exactement, est nommé Arbalo. Une embuscade a lieu sur une bande de terre étroite, menée par des Germains, probablement des Sicambres soutenus par des Chérusques et des Chattes.
Malgré l'effet de surprise, les Romains parviennent à s'extirper du piège, face à des troupes germaines opérant de façon désordonnée, selon Cassius Dion. Après la bataille, Drusus fait installer un camp militaire identifié comme le camp romain d'Oberaden (de).

## Sources antiques
- Pline l'Ancien, Histoire naturelle, 11, 28, 55
- Cassius Dion, Histoire romaine, 54, 32-33 et 36,3 ; 55, 1-2, 3